# Esko Marttinen
Esko Oiva Marttinen (Kajaani, 15 de enero de 1938) es un deportista finlandés que compitió en biatlón. Ganó una medalla de bronce en el Campeonato Mundial de Biatlón de 1969, en la prueba por relevos.

## Palmarés internacional
| Campeonato Mundial | Campeonato Mundial | Campeonato Mundial | Campeonato Mundial |
| Año                | Lugar              | Medalla            | Prueba             |
| ------------------ | ------------------ | ------------------ | ------------------ |
| 1969               | Zakopane (Polonia) | Medalla de bronce  | Relevos            |